# Parramos
Parramos – miasto w południowej Gwatemali,  w departamencie Chimaltenango, w centralnej części Sierra Madre de Chiapas, leżące w sąsiedztwie (7,5 km na południowy wschód) stolicy departamentu. Miasto jest siedzibą władz gminy o tej samej nazwie, która w 2012 roku liczyła 15 824 mieszkańców. Jest to najmniejsza gmina w departamencie, a jej powierzchnia obejmuje tylko 16 km².